# Комитет по американской конституции
Комитет по американской конституции (англ. American Constitution Committee) — правозащитная организация, действующая в США. Организация основана Мун Сон Мёном в 1987 году при поддержке 30 христианских правых антикоммунистических активистов страны в основном из-за неспособности христианских организаций к объединению в отстаивании консервативных интересов (в частности — традиционного брака). Комитет по американской конституции является дочерней организацией CAUSA Интернешнл. Директором организации с основания был Дэвид Капрара. Некоторые исследователи считают комитет — политической организацией.
Комитет лоббировал интересы Движения Объединения в Сенате США в особенности противодействие ЛГБТ и коммунизму. Одним из известных членов Комитета по американской конституции был декан факультета изучения американской конституции Висконсинского университета, профессор Джон Камински. Наиболее активной деятельность организации была в 1991 году и заключалась в противодействии Войне в заливе.